# Даллас Робертс
Даллас Марк Робертс (нар. 10 травня 1970 року) — американський актор, найбільш відомий за роллю Мілтона Мемета в третьому сезоні серіалу AMC «Ходячі мерці» (2012—2013), Еліота Делсона в «Незабутньому» та Оуена Кавано в «Гарній дружині». Він також знявся в комедії Netflix «Ненаситна».

## Раннє життя та освіта
Робертс народився та виріс у Г'юстоні, штат Техас, де навчався у середній школі Пола Ревіра та середній школі Роберта Е. Лі. Він переїхав до Сарасоти, штат Флорида, де закінчив середню школу Сарасоти в 1988 році та навчався в Державному коледжі Флориди, Ланаті-Сарасота. У 1990 році Робертс був прийнятий до Джульярдської школи в Нью-Йорку, яку закінчив у 1994 році як член групи 23 драматичного відділу.

## Кар'єра
Робертс в основному живе в Нью-Йорку, де він регулярно з'являється в театральних постановках. За межами Бродвею він з'явився у постановці п'єси Ланфорда Вілсона Burn This разом з Едвардом Нортоном і Кетрін Кінер; у фільмі «Ноктюрн» Адама Раппа, за який він був номінований на премію Драма Деск; і в «Числі» Керіл Черчілль, разом із Семом Шепардом і пізніше - з Арлісом Говардом.
Роботи Робертса в кіно включають екранізацію фільму Майкла Каннінгема «Будинок на краю світу», а також ролі другого плану в фільмах « Переступити межу» та «Пресловута Бетті Пейдж». Також грав головну роль у драмі від каналу Showtime Секс в іншому місті (англ. The L Word). Він знявся в оригінальному серіалі AMC «Рубікон» у ролі Майлза Фідлера, геніального аналітика розвідки національного аналітичного центру. Він з'явився в дванадцяти епізодах «Гарної дружини» в ролі брата-гея Алісії Флоррік (Джуліанна Маргуліс), Оуена. Він також багато разів з'являвся в проєкті «Закон і порядок» та його спінофі «Закон і порядок: Спеціальний корпус». Робертс також з'явився в кросовері між SVU, Поліцією Чикаго та Пожежниками Чикаго в ролі серійного вбивці Грегорі Єйтса.
З серпня 2012 по березень 2013 року Робертс був в акторському складі «Ходячих мерців» у ролі вченого Мілтона Мемета, який вивчає «ходячих» (зомбі). З 2013 по 2015 рік грав Еліота Делсона в серіалі «Незабутнє».

## Особисте життя
Робертс одружений з сценічною дизайнеркою Крістін Джонс; подружжя має двох синів.

## Вибіркова фільмографія
- Закон і порядок (1995—2009)
- Будинок на краю світу (2004)
- Переступити межу (2005)
- Минає зима[en] (2005)
- Сумнозвісна сторінка Бетті[en] (2005)
- Сестри[en] (2006)
- Фліка[en] (2006)
- Секс в іншому місті (2006—2009)
- Джошуа[en] (2007)
- Приємна несподіванка (2007)
- Потяг до Юми (2007)
- Генії (2009)
- Психоаналітик (2009)
- Розповідь[en] (2009)
- Річка Чому[en] (2010)
- Рубікон (2010)
- Закон і порядок: Злочинні наміри (2010)
- Гарна дружина (2010—2016)
- Фабрика[en] (2012)
- Сірий (2012)
- Елементарно (2012)
- Ходячі мерці (2012–13) 3 сезон
- Далласький клуб покупців (2013)
- Люди-тіні (2013)
- Незабутнє (2013—2015)
- Поліція Чикаго та Закон і порядок: Спеціальний корпус (кросовери 2015—2016 рр.)
- Хаос[en] (2017)
- Мій друг Дамер (2017)
- Американський злочин (2017)
- ФБР (2018)
- Ненаситна[en] (2018—2019)
- Серцеві струни[en] (2019)
- Сирота Бруклін (2019)
- Американська іржа (2021)
- Ножі наголо: Скляна цибуля (2022)
- Безмежне небо (2022)
- Чудовиська: Історія Лайла й Еріка Менендесів (2024)